# Alpena (Michigan)
Alpena è un comune degli Stati Uniti d'America, situato nello Stato del Michigan, nella Contea di Alpena, della quale è anche il capoluogo.